# علي لاجامي
علي محمد لاجامي؛ وُلد 24 أبريل 1996 في القطيف، السعودية، هو لاعب كرة قدم سعودي يلعب لنادي الهلال.

## مسيرة اللاعب
كانت بداياته مع نادي المحيط وانتقل إلى نادي الخليج عام 2014 و انتقل إلى نادي الفتح في عام 2017 و انتقل إلى نادي النصر في عام 2020 . وفي عام 2025 أنتقل إلى نادي الهلال.

## الحياة الشخصية
علي توأم اللاعب السعودي قاسم لاجامي الذي يلعب في نادي الفتح.

## الملاحظات
1. ↑  لاجامي نسبةً إلى الأوجام بمحافظة القطيف

## وصلات خارجية
- علي لاجامي على موقع ناشيونال فوتبول تيمز (الإنجليزية)
- علي لاجامي على موقع Soccerway.com (الإنجليزية)